# Deniwelacja
Deniwelacja – różnica wysokości pomiędzy najwyżej i najniżej położonym punktem na określonym terenie. Termin jest stosowany jako względna miara wysokości góry od jej podstawy lub danego punktu (np. parkingu, początku szlaku, schroniska).
Stosuje się go również w speleologi jako miarę głębokości jaskini. W przypadku gdy najwyżej położonym punktem jest otwór wejściowy, deniwelacja jest głębokością jaskini.
Termin deniwelacja stosowany jest w geografii i geologii ogólnie w odniesieniu do wszelkich nierówności powierzchni terenu, dna akwenu, warstwy, powierzchni niezgodności. Oznacza generalnie zróżnicowanie morfologiczne powierzchni lub jej nachylenie. Powierzchnia zdeniwelowana czy też powierzchnia, na której występują deniwelacje, nie jest płaska ani pozioma. Deniwelacje, czyli morfologiczne zróżnicowanie powierzchni, możemy oceniać, stosując skalę względną (np. niewielkie, znaczne, wyraźne) lub podając je dokładniej w jednostkach wysokości (ściślej długości) dla jakiegoś obszaru między najwyższym a najniższym hipsometrycznie punktem opisywanej powierzchni (np. 600 m) albo między punktami o najmniejszej i największej amplitudzie (względnej różnicy wysokości między kulminacją i depresją dwóch sąsiadujących ze sobą przeciwstawnych form morfologicznych) (np. 20 – 80 m). Deniwelacja może zachodzić np. dla stoku o długości do 10 km (nie istnieją dłuższe granie wybitnych szczytów od poziomu początku ściany). Przyjmując różne wysokości (20, 40, 80, 200, 400, 600 m), jeśli taka deniwelacja nie występuje w polu o promieniu 3 km, to przestaje liczyć się wysokość względną np. dla szczytu (przydaje się to alpinistom, którzy wiedzą gdzie zaczyna się wspinaczka górska).
Deniwelacja to co innego niż minimalna deniwelacja względna zwana wybitnością. Deniwelacji nie należy także mylić z sumą podejść, która za sprawą ukształtowania terenu i przebiegu szlaku może być znacznie większa niż deniwelacja.